# Kevin Zenón
Kevin Zenón, né le 30 juillet 2001 à Goya en Argentine, est un footballeur argentin qui joue au poste d'ailier gauche à Boca Juniors.

## Biographie

### Unión Santa Fe
Né à Goya en Argentine, Kevin Zenón joue pour le club local de San Ramón Goya avant d'être formé par l'Unión Santa Fe. Il joue son premier match en professionnel avec ce club le 29 octobre 2020, lors d'une rencontre de Copa Sudamericana face aux équatoriens du CS Emelec. Il entre en jeu à la place de Ezequiel Cañete (en), et son équipe est battue par un but à zéro.
Zenón joue son premier match en première division argentine le 17 juillet 2021, en étant titularisé face à Boca Juniors. Les deux équipes se neutralisent ce jour-là.

### Boca Juniors
Le 22 janvier 2024, Kevin Zenón rejoint Boca Juniors. Le transfert est estimé à 3,5 millions de dollars et il signe un contrat courant jusqu'en décembre 2028.
Il joue son premier match pour Boca le 27 janvier 2024, lors d'une rencontre de coupe de la Ligue contre le CA Platense. Il entre en jeu et les deux équipes se neutralisent (0-0 score final). C'est dans cette même compétition que Zenón marque son premier but pour Boca, le 14 février 2024, contre le Central Córdoba. Titulaire, il délivre une passe décisive pour Miguel Merentiel sur l'ouverture du score avant de marquer sur un centre de Luis Advíncula en seconde période. Il participe ainsi à la victoire de son équipe par deux buts à zéro,.
Zenón s'adapte très vite à son nouveau club et son nouvel environnement, s'imposant comme un titulaire et l'un des éléments importants de l'équipe dirigée par Diego Martínez.
Le 9 décembre 2024, Zenón se fait remarquer en donnant la victoire à Boca en étant l'unique buteur de la partie face au Newell's Old Boys, en championnat. 